# Biblioteca Massana
La Biblioteca Massana, és una col·lecció de llibres llegada a l'Arxiu Històric de la Ciutat de Barcelona per Agustí Massana i Pujol (1855-1921).

## El propietari i la formació de la col·lecció
Fill d'una família de pastissers del carrer Ferran de Barcelona, Agustí Massana no va continuar l'ofici familiar. De jove comptà amb el suport patern per marxar a París i dedicar-se als negocis, amb resultats favorables que li proporcionaren una bona fortuna.
De caràcter reservat i constitució malaltissa, va portar una vida ordenada dedicant-se a qüestions financeres. Tot i ser un home discret i de poca activitat social, sí que freqüentava tertúlies amb personatges destacats de la Barcelona de l'època com Joan Maluquer i Viladot (magistrat), Darius Rumeu (després baró de Viver i alcalde de Barcelona), Josep M. Milà i Camps (financer i polític), Salvador Andreu i Grau (el conegut doctor Andreu), Aureli Capmany (folklorista), entre d'altres.
Gran bibliòfil i apassionat dels estudis sobre indumentària, aconseguí reunir una valuosa col·lecció de llibres i làmines que comprava tant a llibreters de la ciutat com estrangers. Enriquí el fons amb auques i aquarel·les que ell mateix encarregava a experts artistes del seu temps i obrí les portes de casa seva a pintors, escultors, escenògrafs, escriptors, eclesiàstics, i, en general, a tots aquells especialistes interessats en la consulta d'aquell fons.

## La Biblioteca
La col·lecció passà a l'Ajuntament de Barcelona en virtut d'un llegat testamentari que comprenia també un capital de 50.000 pessetes per engrandir-la, així com la dotació de 200.000 ptes. per a la creació d'un premi de 20.000 ptes. adjudicable cada 4 anys a la millor obra il·lustrada sobre indumentària o iconografia de Catalunya, i la creació d'una escola d'arts aplicades a la indústria: la cèlebre Escola Massana. Amb aquest projecte Massana volia afavorir la formació dels joves obrers amb un ensenyament a preu assequible, i alhora preservar els antics oficis.
La mort d'Agustí Massana coincidí amb el moment de creació de l'Arxiu Històric de la Ciutat de Barcelona i el procés d'instal·lació d'aquesta nova institució a la Casa de l'Ardiaca, i per voluntat dels marmessors i la Comissió de Cultura es decidí que fos destinada a la Biblioteca Massana una de les sales de la planta noble de l'edifici.
Amb les rendes destinades a la seva organització, instal·lació i futur creixement la col·lecció bibliogràfica va passar dels 3.892 llibres i 715 opuscles inicials als 5.949 volums que comprèn actualment.

### Fons
Es tracta d'un fons molt il·lustrat i de boniques i curades enquadernacions.
La temàtica general d'aquesta col·lecció és l'art en totes les seves expressions, i especialment les arts aplicades. Destaquen principalment els llibres sobre indumentària -militar, religiosa i civil de diversos països i èpoques, amb especial èmfasi en l'Europa moderna-. Les arts sumptuàries són l'altre gran focus d'interès amb obres sobre mobiliari, decoració, armament, etc. També aplega molta bibliografia i imatges de grans manifestacions públiques com enterraments, processons, desfilades i visites reials.
El nucli principal de la col·lecció està format per obres publicades al s. XIX, tot i que s'hi conserven exemplars des del s. XVI.
Una gran part dels llibres d'aquesta col·lecció són editats a les principals ciutat europees i llengües molt diverses (alemany, francès, italià, anglès, rus, llatí, etc.)